# 北島敬介
北島 敬介（きたじま けいすけ、1936年11月27日 - 2008年3月2日）は、東京都出身の検事総長、弁護士。正三位瑞宝大綬章。東京地検検事正時代には、ゼネコン汚職事件の捜査を指揮したことでしられている。

## 略歴
- 東京都立上野高等学校、東京大学法学部卒業
- 1961年（昭和36年）4月 検事任官
- 1995年（平成7年）8月 次長検事
- 1997年（平成9年）12月 東京高等検察庁検事長
- 1998年（平成10年）6月 土肥孝治の後任として検事総長就任
- 2001年（平成13年）7月 退官。後任は原田明夫
- 2001年（平成13年）7月 財団法人矯正協会会長就任[3]
- 2001年（平成13年）9月 弁護士登録（第一東京弁護士会）
- 2002年（平成14年）6月 日本郵船社外監査役就任
- 2004年（平成16年）6月 大和証券グループ本社社外取締役就任 明治学院大学法科大学院非常勤講師[3]
- 2008年（平成20年）3月2日 肺炎のため死去。71歳没。叙正三位

## 叙勲
- 瑞宝大綬章（2007年）

## 著書
- 『福祉犯罪―解釈と実務(防犯・少年・保安実務シリーズ〈8〉)』（日世社 1979年）